# Lịch sử quân sự Triều Tiên
Lịch sử quân sự Triều Tiên kéo dài hàng nghìn năm, bắt đầu từ Cổ Triều Tiên và tiếp tục cho đến ngày nay với Hàn Quốc và Bắc Triều Tiên. Các nhà quân sự nổi tiếng có thể kể tới như: Eulji Mundeok của Cao Câu Ly đánh bại nhà Tùy trong chiến tranh Tùy – Cao Câu Ly, Uyên Cái Tô Văn và Dương Vạn Xuân của Cao Câu Ly đánh bại Đường Thái Tông của nhà Đường trong chiến tranh Đường – Cao Câu Ly lần thứ nhất, Gang Gam-chan của Cao Ly đánh bại Khiết Đan trong chiến tranh Cao Ly – Khiết Đan, Choe Yeong và Yi Seong-gye của Cao Ly đánh bại quân Khăn Đỏ (Trung Quốc), Yi Sun-shin của nhà Triều Tiên đánh bại Hải quân Nhật Bản của Toyotomi Hideyoshi trong chiến tranh Nhâm Thìn. Những lãnh đạo đáng chú ý khác bao gồm: Quảng Khai Thổ Thái Vương của Cao Câu Ly, người tạo nên một trong những đế quốc rộng lớn nhất ở Đông Bắc Á đương thời, Cận Tiếu Cổ Vương của Bách Tế, người chinh phục Bình Nhưỡng, thiết lập các lãnh thổ hải ngoại, kiểm soát phần lớn bán đảo Triều Tiên và thống trị các vùng biển xung quanh, Tân La Văn Vũ Vương và Kim Yu-shin của Tân La, người thống nhất Tam Quốc Triều Tiên và đánh bại nhà Đường để giành độc lập, Bột Hải Cao Vương, người sáng lập vương quốc Bột Hải đồng thời thu hồi các lãnh thổ bị mất trước kia của Cao Câu Ly trong chiến tranh với nhà Đường, Jang Bo-go của Tân La Thống nhất, người tạo nên một đế chế hùng mạnh về hàng hải, Cao Ly Thái Tổ, người thống nhất Hậu Tam Quốc, Yun Gwan của Cao Ly, người đánh bại Nữ Chân và xây dựng 9 pháo đài của người Cao Ly ở Mãn Châu, Kim Jong-seo dưới quyền Triều Tiên Thế Tông của nhà Triều Tiên phía Bắc tiến đánh Mãn Châu, đẩy lùi người Nữ Chân, mở rộng lãnh thổ đến lưu vực sông Tùng Hoa, phía Nam xua thủy quân đánh đảo Tsushima - tiễu trừ cướp biển Nhật Bản,...
Ngày nay, cả Bắc Triều Tiên và Hàn Quốc đều chú trọng phát triển lực lượng vũ trang lớn mạnh, tự chủ. Bắc Triều Tiên sở hữu vũ khí hạt nhân, nhiều loại tên lửa đạn đạo còn Hàn Quốc sở hữu hàng loạt vũ khí công nghệ cao cùng ngân sách quốc phòng luôn nằm trong nhóm dẫn đầu thế giới.

## Dòng thời gian

### Cổ Triều Tiên
- Chiến tranh Cổ Triều Tiên–Yên – thế kỷ thứ 4 TCN
- Chiến tranh Hán–Triều Tiên – 109-108 TCN

### Phù Dư
- Mạt Hạt chinh phục

### Tiền Tam Quốc

#### Cao Câu Ly
- Các trận chiến liên tục với Hán tứ quận
  - Trận chiến Jwawon
  - Huyền Thố chinh phục – 302
  - Lạc Lãng chinh phục – 313
  - Đới Phương chinh phục – 314
- Chiến dịch của Công Tôn Độ chống lại Cao Câu Ly - 190
- Chiến tranh Tào Ngụy–Cao Câu Ly - 244
- Tiên Ti chinh phục
- Khiết Đan chinh phục

#### Bách Tế
- Mạt Hạt chinh phục
- Cuộc chinh phục Mạt Hạt của Bách Tế

#### Tân La
- Cuộc chinh phục Thìn Hàn của Tân La
- Cuộc chinh phục Già Da của Tân La

#### Già Da
- Cuộc chinh phục Già Da của Tân La

### Tam Quốc Triều Tiên

#### Chiến dịch Cao Câu Ly
- Cận Tiếu Cổ Vương chinh phục Bình Nhưỡng
- Chiến dịch Bách Tế của Quảng Khai Thổ Thái Vương
- Các cuộc chinh phạt của Quảng Khai Thổ Thái Vương
  - Chiến dịch Già Da
  - Chiến tranh Cao Câu Ly – Yamato
  - Chinh phạt Tiên Ti
  - Chinh phạt Mạt Hạt
  - Chinh phạt Khiết Đan
  - Chinh phạt Phù Dư

#### Chiến tranh Cao Câu Ly với liên minh Bách Tế – Tân La
- Chiến dịch của Trường Thọ Vương chống lại Tân La và Bách Tế
- Xâm lược Bách Tế - liên minh Tân La - 475
- Chiến dịch Bách Tế – Tân La - Già Da chống lại Cao Câu Ly
- Trận chiến Gwansan - 554
- Liên minh Già Da sáp nhập - 532/562

#### Các xung đột khác
- Cuộc chinh phục Bách Tế của Đam La - 498
- Cuộc chinh phục Tân La của Usan - 512

#### Chiến tranh Cao Câu Ly – Tuỳ (598–614)
- Chiến tranh Cao Câu Ly – Tuỳ - 598

#### Chiến tranh Cao Câu Ly – Đường (645–668)
- Chiến tranh Cao Câu Ly – Đường - 645

 Bao gồm liên minh Cao Câu Ly và Bách Tế chống lại Đường cùng Tân La 

#### Chiến tranh Bách Tế – Đường (660–663)
- Chiến tranh Bách Tế – Đường - 660

#### Chiến tranh Tân La – Đường (668–676)
- Các cuộc nổi dậy khác của người Bách Tế và Cao Câu Ly
- Trận chiến ở pháo đài Maeso

### Nam-Bắc Quốc

#### Bột Hải
- Trận chiến Thiên Môn Lĩnh - 698
- Chuyến thám hiểm của người Bột Hải đến Đặng Châu - 732
- Xung đột Bột Hải – Tân La
- Cuộc chinh phục Bột Hải của Khiết Đan - 926

#### Tân La (676–935)
- Các chiến dịch của Jang Bo-go
- Kim Heonchang nổi loạn
- Cuộc nổi dậy của quân Quần đỏ
- Ungjin chinh phạt - 676
- Bộ chỉ huy khu vực lãnh thổ Gyerim chinh phục - 735
- An Đông đô hộ phủ chinh phục - 773
- Ajagae nổi loạn
- Gihwon nổi loạn
- Yanggil nổi loạn
- Hậu Tam Quốc - 900 ~ 936

### Cao Ly

#### Chiến tranh Cao Ly
- Sự mở rộng lãnh thổ về phía Bắc Mãn Châu
- Chiến tranh Cao Ly–Khiết Đan
  - Xung đột đầu tiên trong Chiến tranh Cao Ly–Khiết Đan
  - Xung đột thứ hai trong Chiến tranh Cao Ly–Khiết Đan
  - Xung đột lần thứ ba trong Chiến tranh Cao Ly–Khiết Đan (xem thêm Trận chiến Gwiju)
- Các chiến dịch của tướng Yun Gwan chống lại Nữ Chân (xem thêm Xung đột biên giới Cao Ly–Nữ Chân)
- Chiến tranh Mông Cổ – Cao Ly
- Cuộc nổi dậy của Sambyeolcho
- Mông Cổ xâm lược Nhật Bản
  - Cuộc xâm lược đầu tiên của người Mông Cổ vào Nhật Bản
  - Cuộc xâm lược lần thứ hai của người Mông Cổ vào Nhật Bản
- Dongnyeong chinh phục - 1290
- Ssangseong chinh phục - 1356
- Các cuộc xâm lược của người Turban đỏ ở Cao Ly
- Chiến dịch Liêu Dương - 1370
- Chiến tranh chống lại cướp biển Nhật Bản
  - Cuộc xâm lược Tsushima lần 1

#### Xung đột nội bộ
- Yi Ja-gyeom nổi loạn
- Myo Cheong nổi loạn
- Cuộc đảo chính quân sự năm 1170
- Kim Bodang nổi loạn
- Jo Wichong nổi loạn
- Cuộc nổi dậy của Mangi và Mangsoi
- Kim Sami và Hyosim nổi loạn
- Cuộc nổi dậy nô lệ của Manjeok
- Cuộc đảo chính của Lý Thành Quế

### Nhà Triều Tiên

#### Xung đột
- Cuộc chinh phục Tsushima lần thứ 2 (Cuộc thám hiểm phương Đông Gihae) - 1419
- Bạo loạn của người Nhật Bản ở Đông Nam Triều Tiên (1510)
- Chiến tranh Nhâm Thìn - 1592–1598
- Cuộc thám hiểm phương Bắc chống lại người Mãn (xem thêm Xung đột biên giới Triều Tiên–Nữ Chân)
- Nhà Hậu Kim xâm lược - 1627
- Nhà Thanh xâm lược - 1636
- Xung đột biên giới Nga–Mãn Châu - 1654–1658
- Chiến dịch của Pháp chống lại Triều Tiên
- Sự cố Sherman
- Cuộc thám hiểm của Hoa Kỳ tới Triều Tiên
- Sự kiện đảo Ganghwa

#### Xung đột nội bộ trên toàn quốc
- Cuộc nổi dậy Imo
- Phong trào nông dân Đông Học

### Đại Hàn Đế Quốc

#### Xung đột
- Trận chiến Namdaemun

### 1910–1945: Thời kỳ Nhật thuộc
- Các chiến dịch của chính phủ Lâm thời Đại Hàn Dân Quốc
  - Trận Thanh Sơn Lý
  - Trận Phụng Ngô Động
- Các chiến dịch của Đại Hàn Quang phục Quân
  - Mặt trận Đông Nam Á trong Chiến tranh thế giới thứ hai

### Sau năm 1945-nay

#### Bắc Triều Tiên–Hàn Quốc
- Chiến tranh Triều Tiên
- Chiến tranh Việt Nam
  - Nội chiến Lào
  - Nội chiến Campuchia
- Chiến tranh Yom Kippur
- Xung đột liên Triều hậu 1953

#### Hàn Quốc
- Chiến tranh Vùng Vịnh
- Nội chiến Somalia
- Chiến tranh Afghanistan
- Khủng hoảng Đông Timor
- Xung đột ở vùng Sừng châu Phi
- Chiến tranh Iraq
- Chiến dịch quốc tế chống cướp biển Somalia
- Chiến tranh toàn cầu chống khủng bố